# Aleix Mercé i de Fondevila
Aleix Mercé i de Fondevila (Lleida, 5 de gener de 1805 - Lleida, 1871) fou un músic català.
Es forma a l'escolania de la catedral de Lleida, començant l'estudi de solfeig amb Jaume Nadal, per trobar-se absent el mestre de capella de la mateixa església, Antoni Sambola, amb el que continua els seus estudis musicals. Posteriorment rep classes de composició amb Josep Menéndez i orgue amb Joan Ariel, organista primer de la mateixa catedral. Per la marxa de Menendez, rep classes de Joan Prenafeta, que també havia estat mestre de capella de la catedral, i un dels mestres que més fama gaudien en aquella època a Catalunya.
Fou organista de l'església de Sant Joan d'aquesta ciutat durant alguns anys, i en un d'aquests va rebre els quatre ordes menors. La primera oposició d'organista va ser la que va fer a Fraga, plaça que va guanyar, però que no va voler admetre. Havent renunciat Josep Menendez el 1826 el mestratge de la catedral de Lleida, d'on s'havia absentat el 1820, Mercè va fer oposició a l'esmentat magisteri, juntament amb Magí Germà, les oposicions van durar nou dies, ja que van ser unes de les més difícils i compromeses que en molts anys cap no s'havien verificat altres semblants a Catalunya, sent censors els preveres Bruguera, mestre de la catedral de Tarragona; Rosés, mestre de capella de l'església parroquial del Pi de Barcelona, i Sambola, mestre que havia estat de la mateixa catedral de Lleida.
Mercè va obtenir el primer lloc en aquestes oposicions, però com no havia acabat un dels treballs per haver-se posat malalt, el capítol va concedir el magisteri a Germà. Li van oferir el mestratge d'Igualada, que no va admetre.
El 1828 anà a Madrid, al cap de poc de la seva arribada a la cort fou nomenat mestre de piano de l'escola imperial de Sant Isidre, que estava a càrrec dels jesuïtes. A l'església va fer també oposició d'organista, quedant en segon lloc. En aquesta època van oferir a Mercé el destí d'organista de les monges Huelgas, a Burgos, però no la va acceptar per haver estat nomenat al mateix temps mestre de piano del reial col·legi de les Escoles Pies de Sant Antoni, a Madrid, carrer de Hortaleza, i del de Sant Ferran, carrer del Meson de Paredes.
Perdé les oposicions a mestre de capella de la Reial Capella de Madrid —que guanyà Francesc Andreví. Des del 1832 fins a la seva mort, ocupà el càrrec de mestre de capella de la catedral de Lleida.